# Laurence Harbor
Laurence Harbor ist ein Census-designated place innerhalb des Old Bridge Townships im Middlesex County, New Jersey, USA. Bei der Volkszählung von 2000 wurde eine Bevölkerungszahl von 6.227 registriert.

## Geographie
Die geographischen Koordinaten der Stadt sind 40° 27' 2" N, 74° 14' 43" W.
Nach den Angaben des United States Census Bureaus hat Laurence Harbor eine Gesamtfläche von 7,5 km2, wovon 7,3 km2 Land und 0,2 km2 (2,08 %) Wasser ist.

## Demographie
Nach der Volkszählung von 2000 gibt es 6.227 Menschen, 2.286 Haushalte und 1.634 Familien in der Stadt. Die Bevölkerungsdichte beträgt 852,6 Einwohner pro km2. 90,65 % der Bevölkerung sind Weiße, 3,57 % Afroamerikaner, 0,22 % amerikanische Ureinwohner, 2,20 % Asiaten, 0,05 % pazifische Insulaner, 1,64 % anderer Herkunft und 1,67 % Mischlinge. 6,86 % sind Latinos unterschiedlicher Abstammung.
Von den 2.286 Haushalten haben 34,4 % Kinder unter 18 Jahre. 55,6 % davon sind verheiratete, zusammenlebende Paare, 11,5 % sind alleinerziehende Mütter, 28,5 % sind keine Familien, 22,7 % bestehen aus Singlehaushalten und in 4,9 % Menschen sind älter als 65. Die Durchschnittshaushaltsgröße beträgt 2,72, die Durchschnittsfamiliengröße 3,25.
25,6 % der Bevölkerung sind unter 18 Jahre alt, 7,4 % zwischen 18 und 24, 34,9 % zwischen 25 und 44, 24,5 % zwischen 45 und 64, 7,5 % älter als 65. Das Durchschnittsalter beträgt 36 Jahre. Das Verhältnis Frauen zu Männer beträgt 100:104,0, für Menschen älter als 18 Jahre beträgt das Verhältnis 100:100,1.
Das jährliche Durchschnittseinkommen der Haushalte beträgt 57.997 USD, das Durchschnittseinkommen der Familien 61.470 USD. Männer haben ein Durchschnittseinkommen von 46.439 USD, Frauen 30.918 USD. Der Prokopfeinkommen der Stadt beträgt 23.619 USD. 5,6 % der Bevölkerung und 4,3 % der Familien leben unterhalb der Armutsgrenze, davon sind 7,2 % Kinder oder Jugendliche jünger als 18 Jahre und 10,8 % der Menschen sind älter als 65.